# Mountain Championship 1937
Mountain Championship 1937 je bila dvajseta neprvenstvena dirka za Veliko nagrado v sezoni 1937. Odvijala se je 16. oktobra 1937 na angleškem dirkališču Brooklands.

## Rezultati

### Dirka
| Poz | Št | Dirkač              | Moštvo             | Dirkalnik        | Krogi | Čas/Odstop |
| --- | -- | ------------------- | ------------------ | ---------------- | ----- | ---------- |
| 1   | 4  | Hans Ruesch         | Privatnik          | Alfa Romeo 8C-35 | 10    | 8:43,6     |
| 2   | 6  | Kenneth Evans       | Privatnik          | Alfa Romeo P3    | 10    | + 22,8 s   |
| 3   | 14 | Jack Bartlett       | Privatnik          | Alta             | 10    | + 41,4 s   |
| 4   | 21 | Percy Maclure       | Riley Ltd.         | Riley 2000       | 10    | + 8,4 s    |
| 5   | 11 | William Cotton      | Privatnik          | ERA B            | 10    | + 44,6 s   |
| Ods | 5  | John Wakefield      | Privatnik          | Alta 56S         | 8     | Zavore     |
| Ods | 10 | Austin Dobson       | Privatnik          | Maserati 6CM     | 0     |            |
| DNA | 1  | Peter Walker        | Privatnik          | ERA B            |       |            |
| DNA | 2  | Ian Connell         | Privatnik          | ERA B            |       |            |
| DNA | 3  | Raymond Mays        | ERA Ltd.           | ERA B            |       |            |
| DNA | 7  | Robin Hanson        | Mrs M E Hall-Smith | Maserati         |       |            |
| DNA | 8  | Arthur Dobson       | Privatnik          | ERA B            |       |            |
| DNA | 9  | Alfred Agabeg       | Privatnik          | Frazer Nash      |       |            |
| DNA | 15 | Carlo Felice Trossi | Gino Rovere        | Maserati         |       |            |